# Édeshármas (film)
Az Édeshármas (eredeti cím: Threesome) 1994-ben bemutatott amerikai erotikus filmvígjáték-dráma, amelyet Andrew Fleming írt és rendezett, saját főiskolai emlékeit alapul véve. A főbb szerepekben Lara Flynn Boyle, Josh Charles
és Stephen Baldwin látható.

## Cselekmény
|  | Alább a cselekmény részletei következnek! |

A félénk Eddy (Josh Charles) és a magabiztos, nagyképű Stuart (Stephen Baldwin) egy szobába kerültek az egyetemen. Egy közigazgatási baki miatt a férfi kollégiumba egy női szobatársat is kaptak, Alex (Lara Flynn Boyle) személyében. Alexet azért osztották egy szobába a fiúkkal, mert neve alapján férfinek gondolták. Alex, míg át nem helyezik női kollégiumba, kénytelen a két fiúval egy szobában élni. 
A lány szerelmes lesz a homoszexuális Eddybe, aki Stuart iránt táplál gyengéd érzelmeket. Stuart viszont a lányt szereti és ez különös helyzetet eredményez hármuk kapcsolatában. Barátok lesznek és mindegyikük megpróbálja elcsábítani a neki tetsző felet. A trió megbeszéli, hogy édeshármasban szexelnek, de az eset után elválnak útjaik. 
Eddy (aki a film narrátoraként is közreműködik) végül párt talál magának. A nőcsábász Stuart monogám kapcsolatban kerül egy nővel, Alex pedig egyedülálló marad. Egyikük sem bánta meg a kollégiumban történteket és időnként találkoznak egymással. 
|  | Itt a vége a cselekmény részletezésének! |

## Szereplők
| Szerep         | Színész          | Magyar hang           | Magyar hang        |
| Szerep         | Színész          | 1. szinkron (1994–95) | 2. szinkron (2001) |
| -------------- | ---------------- | --------------------- | ------------------ |
| Alex           | Lara Flynn Boyle | Györgyi Anna          | Orosz Helga        |
| Stuart         | Stephen Baldwin  | Bor Zoltán            | Bor Zoltán         |
| Eddy           | Josh Charles     | Zalán János           | Zalán János        |
| Dick           | Alexis Arquette  | Szokol Péter          | Szokol Péter       |
| Renay          | Martha Gehman    |                       |                    |
| Larry          | Mark Arnold      |                       |                    |
| Kristen        | Michele Matheson |                       |                    |
| udvariatlan nő | Joanne Baron     |                       |                    |

## Fordítás
- Ez a szócikk részben vagy egészben  a   Threesome (1994 film) című angol Wikipédia-szócikk fordításán alapul.  Az eredeti cikk szerkesztőit annak laptörténete sorolja fel. Ez a jelzés csupán a megfogalmazás eredetét és a szerzői jogokat jelzi, nem szolgál a cikkben szereplő információk forrásmegjelöléseként.